# Алексеев, Владимир Николаевич
Влади́мир Никола́евич Алексе́ев (26 августа [8 сентября] 1912, с. Кимильтей, ныне Зиминского района Иркутской области — 24 июля 1999, Москва) — советский военачальник, адмирал (6 ноября 1970), Герой Советского Союза (5 ноября 1944), 1-й заместитель начальника Главного штаба ВМФ (июнь 1965 — октябрь 1975), лауреат Государственной премии СССР (1980) за участие в создании фундаментального научного труда — «Атласа океанов».

## Биография

### Юность и начало военной службы
Владимир Алексеев родился 26 августа (8 сентября) 1912 года в селе Кимильтей Нижнеудинского уезда Иркутской губернии (ныне Зиминского района Иркутской области) в семье революционера Николая Алексеева. Русский. В детстве часто менял место проживания, пока к 1922 году семья не осела в Москве. В дни школьных каникул 1927 и 1928 годов Володя работал матросом на Чёрном море — летом 1927 года на парусном судне «Галатея», а летом 1928 года — на парусно-моторном судне «Вулан». По окончании девяти классов школы в Москве продолжал работать матросом — с июня по ноябрь 1930 года на учебном судне «Ломоносов», с марта по ноябрь 1931 года на пароходах «Карл Маркс», «Трансбалт» и «Сибирь» и с апреля по ноябрь 1932 года на пароходах «Каменец-Подольск» и «Харьков».
В 1932 году окончил судоводительное отделение Ленинградского морского техникума, в 1932 и 1933 годах служил третьим помощником капитана теплохода «КИМ» (порт приписки Ленинград). С октября 1933 года на службе в Военно-морском флоте. С мая по сентябрь 1934 года стажировался на подводной лодке типа «Щука» в должности командира рулевой группы, в феврале 1935 года окончил штурманские Специальные курсы командного состава. С марта того же года — на Тихоокеанском флоте, до сентября — командир штурманской группы лодки «Щ-122», в дальнейшем штурман дивизиона торпедных катеров (до 1936 года) и флагманский штурман 3-й бригады торпедных катеров (1936—1938).
В августе 1938 года Алексеев по ложному навету был арестован и уволен из вооружённых сил. Находился под следствием до января 1939 года, когда был освобождён. В феврале того же года вернулся на Тихоокеанский флот. До декабря 1939 года командовал звеном торпедных катеров, с декабря 1939 по ноябрь 1940 года — отрядом торпедных катеров, который под его командованием был признан лучшим в ВМФ СССР и получил приз Главнокомандующего ВМФ. С ноября 1940 по февраль 1942 года занимал должность начальника штаба дивизиона торпедных катеров. В октябре 1939 года получил звание старшего лейтенанта, в ноябре 1941 года — капитан-лейтенанта.

### Великая Отечественная война
С февраля 1942 по декабрь 1943 года Алексеев проходил обучение в Военно-морской академии, в это время находившейся в эвакуации в Самарканде. По ходу учёбы в июле—августе 1943 года стажировался в должности офицера-оператора военно-морской базы на острове Лавенсаари (ныне Мощный) и участвовал в битве за Ленинград. С января по апрель 1944 года в звании капитана 3-го ранга находился в распоряжении Разведывательного управления Главного морского штаба. В апреле и мае возглавлял 5-е отделение разведотдела штаба Северного флота, затем до апреля 1945 года командовал 3-м дивизионом бригады торпедных катеров Северного флота. В июле 1944 года получил звание капитана 2-го ранга. Участвовал в обороне советского Заполярья и Петсамо-Киркенесской операции. В первой крупной операции под его командованием 28 июня 1944 года 3 торпедных катера Алексеева атаковали морской конвой (5 транспортов, тральщик, 11 сторожевых кораблей, 5 сторожевых катеров) потопили во взаимодействии с авиацией два вражеских транспорта и тральщик. 13 июля, перехватив вражеский конвой (30 единиц) в Варангер-фьорде, группа Алексеева (8 торпедных катеров) уничтожила три транспорта. 12 октября торпедные катера его дивизиона с помощью радиолокатора обнаружили вражеский конвой в Перс-фьорде (Норвегия), атаковали и с предельно коротких дистанций потопили два транспорта и повредили ещё один. После этого боя — первого в истории советского флота, победу в котором обеспечило применение радиолокации — и за действия в ходе Петсамо-Киркенесской операции в целом капитану 2-го ранга Алексееву 5 ноября было присвоено звание Героя Советского Союза; к этому моменту он уже трижды награждался орденом Красного Знамени — дважды в июле и один раз 2 ноября 1944 года. В общей сложности катера соединения Алексеева потопили 17 неприятельских кораблей. С апреля 1945 года Алексеев занимал должность начальника штаба бригады торпедных катеров Северного флота.

### Карьера в послевоенные годы
В ходе подготовки к Параду Победы в Москве 24 июня 1945 года Алексеев был начальником штаба сводного полка Народного комиссариата ВМФ, 24 июня 1945 года участвовал в параде. С апреля по сентябрь 1947 года — командир охраны водного района Беломорского морского района Северного флота (Архангельск), в 1947—1951 годах командир бригады торпедных катеров, с июля по ноябрь 1951 года — командир дивизии торпедных катеров Северного флота. В ноябре 1947 года ему присвоено звание капитана 1-го ранга, в январе 1951 года — контр-адмирала. В августе 1945 года Алексеев награждён орденом Отечественной войны I степени, а в 1949 году — орденом Красной Звезды.
С февраля 1952 по ноябрь 1953 года Алексеев проходил учёбу на морском отделении военно-морского факультета высшей военной академии им. К. Е. Ворошилова, окончив его с золотой медалью. В феврале 1953 года награждён четвёртым орденом Красного Знамени. До декабря 1955 года командовал Лиепайской военно-морской базой, в 1954—1956 годах — член ЦК Коммунистической партии Латвийской ССР, с 1955 по 1959 год депутат Верховного Совета Латвийской ССР 4-го созыва. С декабря 1955 по ноябрь 1956 года — командир отряда кораблей особого назначения Балтийского флота (4 тральщика проекта 254); в марте-апреле 1956 года отряд под командованием Алексеева совершил переход из Гдыни (Польша) в Александрию (Египет), где корабли были переданы ВМС Египта, а личный состав вернулся в Одессу на советском тральщике «Крым». Сам Алексеев в июне-сентябре 1956 года занимался обучением египетских военных моряков.
С ноября 1956 по март 1957 года, согласно сайту «Герои страны», Алексеев командовал военно-морской базой в Свиноуйсьце (Польша) (книга «Адмиралы и генералы Военно-морского флота СССР» об этом не сообщает). До сентября 1957 года — старший преподаватель кафедры оперативного искусства ВМФ Военной академии Генерального штаба. С сентября 1957 начальник штаба, с декабря 1962 года — первый заместитель командующего Балтийским флотом. В апреле 1962 года получил звание вице-адмирала, с октября 1962 по ноябрь 1963 года снова преподавал в Военной академии Генерального штаба. В 1961—1963 годах вновь входил в состав ЦК компартии Латвии.
В ноябре 1963 года Алексеев назначен помощником по ВМФ представителя Главного командования Объединёнными вооружёнными силами государств-участников Варшавского договора в армии Румынии и занимал эту должность до ноября 1965 года. С декабря 1965 года Алексеев — заместитель по организационным вопросам, а с июня 1967 года — первый заместитель начальника Главного штаба ВМФ СССР; оставался на этом посту до октября 1975 года. В ноябре 1970 года ему присвоено воинское звание адмирала. В 1968 году он награждён пятым орденом Красного Знамени, а в 1974 году — орденом Октябрьской Революции. В 1973 году от имени СССР подписал в Вашингтоне Протокол о соглашениях между СССР и США о предотвращении инцидентов в открытом море и воздушном пространстве.

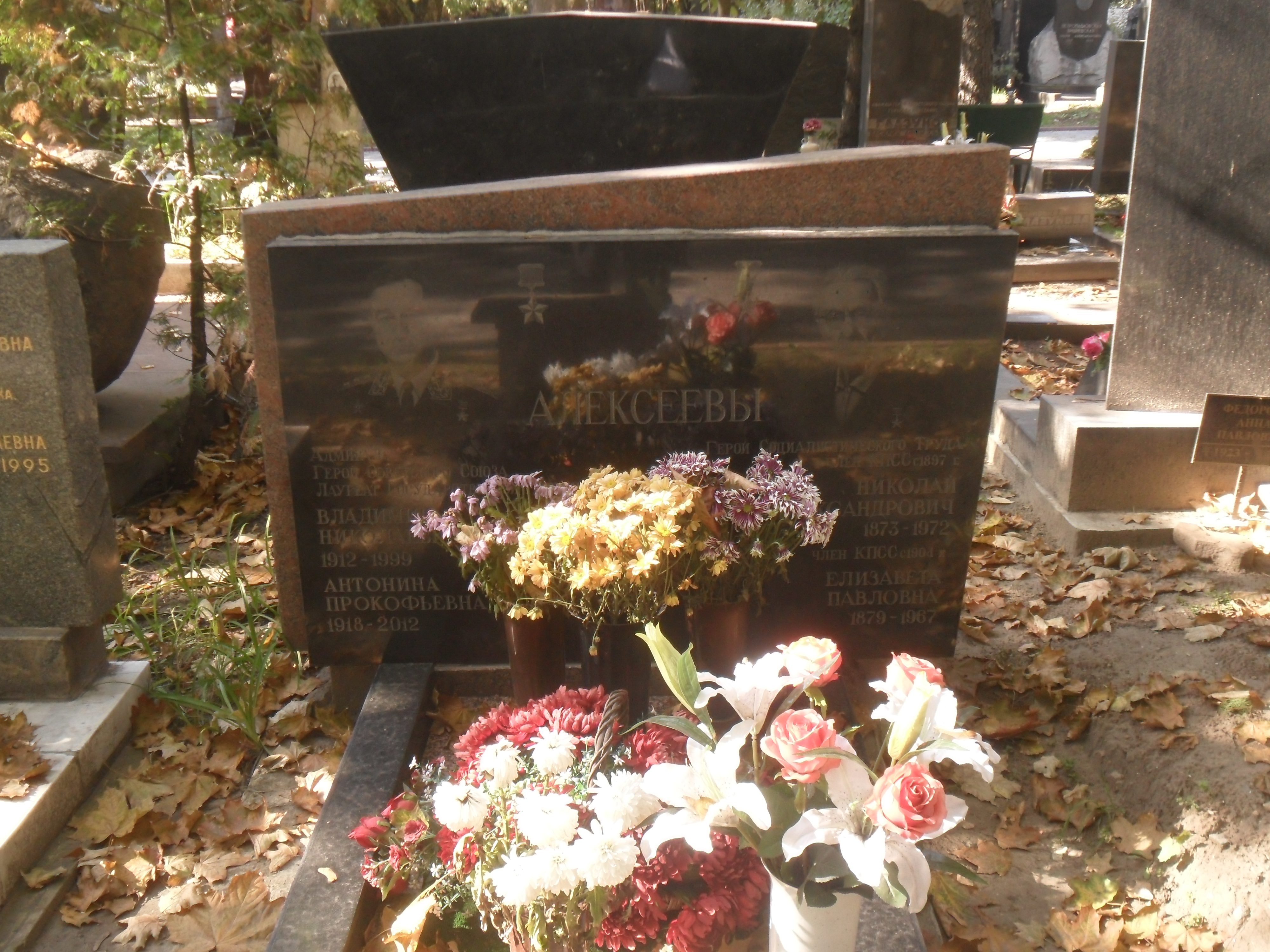
Могила Алексеева на Новодевичьем кладбище Москвы

В 1975—1986 годах Алексеев занимал пост консультанта Военной академии Генерального штаба. В 1980 году удостоен Государственной премии за двухтомный «Атлас океанов», в 1985 году получил второй орден Отечественной войны I степени. Вышел в отставку в сентябре 1986 года. Умер в Москве в 1999 году, похоронен на Новодевичьем кладбище.

## Награды
Награды СССР
- Герой Советского Союза (1944)[6]
- Орден Ленина (1944)[7]
- Орден Октябрьской Революции (1974)[2]
- 5 орденов Красного Знамени (1944[8]; 1944[9]; 1944[10]; 1953[2]; 1968[3])
- 2 ордена Отечественной войны I степени (1945[11]; 1985[2])
- Орден Красной Звезды (1948)[2]
- Орден «За службу Родине в Вооружённых Силах СССР» 3 степени (1975)[2]
- Медаль «За боевые заслуги» (1944)[12]
- другие медали СССР

Иностранные награды
- Орден Республики (Египет) (1956)[2]
- Командорский Крест ордена «Возрождение Польши» (1962)[2]
- Орден Государственного флага II степени КНДР (1970)[2]
- Орден «За заслуги перед Отечеством». Золото, 1-я степень.(ГДР)(1985)[2]

- именное оружие (1962)[2]
- Государственная премия СССР (1980)[3]
- Почётный гражданин Киренска (Иркутская область)

## Сочинения
- Сквозь шторм и тьму // Через фиорды. — М., 1964. — С. 72-95;
- Говорят участники Парада // Морской сборник. — 1970. — № 6. — С.20-26;
- Советский флот в освобождении Советского Заполярья и Северной Норвегии // Морской сборник. — 1974. — № 10. — С.61-68;
- Победа в Заполярье // Красная звезда. — 6 октября 1974;
- Роскилл С. Флот и война. Т. 3 / Пер. с англ. Под. ред. Алексеева В. Н. — М., 1974.;
- На правом фланге. Маленькая повесть о великих рядовых // Москва. — 1975. — № 5. — С.25-40;
- Курсами доблести и славы. Боевой путь торпедных катеров сов. ВМФ / Под. ред. Алексеева В. Н. — М., 1975;
- Парад победителей // Морской сборник. — 1985. — № 10. — С.63-64.

## Память
В родном селе Кимильтей установлена мемориальная доска. В Иркутске именем Алексеева назван переулок.